# Wyżega (województwo warmińsko-mazurskie)
  Wyżega – osada w Polsce położona w województwie warmińsko-mazurskim, w powiecie szczycieńskim, w gminie Szczytno.
Osada położona na  wschód od Szczytna – do drogi krajowej nr 53 dojazd 3,5 km, dalej do Szczytna ok. 13 km.
W latach 1975–1998 miejscowość administracyjnie należała do województwa olsztyńskiego.